# Uncial 0254
Uncial 0254 (nos numerais de Gregory-Aland), é um manuscrito uncial grego do Novo Testamento. A paleografia tem datado ele para o século V. Ele foi mantido em Qubbat al-Khazna.